# Phytomyza aquilegioides
Phytomyza aquilegioides este o specie de muște din genul Phytomyza, familia Agromyzidae, descrisă de Sehgal în anul 1971. Conform Catalogue of Life specia Phytomyza aquilegioides nu are subspecii cunoscute.